# 普里戈罗德内区 (斯维尔德洛夫斯克州)
普里戈罗德内区（羅馬化：Prigorodnyy rayon）是俄罗斯斯维尔德洛夫斯克州的一个区，行政中心为下塔吉尔，面积3,451.74平方（1,332.72平方英里）。该区2021年人口有35,789人；2010年人口38,527；2002年人口42,835；1989年人口52,651。